# البمبة
البمبة هي قرية في شرق ليبيا تقع على خليج البمبة، وتبعد عن الشاطئ حوالي 2.5 كم. تبعد عن جنوب درنة بحوالي 61 كم.
يذكر المؤرخ اليوناني هيرودت أن مدينة قورينا تأسست في أواسط القرن السابع قبل الميلاد، وأن مجموعة من المهاجرين اليونانيين وصلوا إلى ساحل خليج البمبة من جزيرة طيرة (ثيرا) في بحر إيجة، وأنهم ذهبوا، بعد بقاءهم على الساحل عدة سنوات، إلى مقر مدينة قورينا، وأسسوها. وتقول الأسطورة أن بناءً على نصيحة الإله اتجه الملك باتوس إلى ليبيا، ونزلوا في خليج التميمي (هو نفسه خليج البمبة)، ومن ثم اتجهوا غرباً وأسسوا مدينة قورينا.